# Johann Jakob Baier (Mediziner, 1724)
Johann Jakob Baier (* 3. Oktober 1724 in Altdorf; † 2. Mai 1812) war ein deutscher Mediziner und Physicus der freien Reichsstadt Nürnberg.

## Leben
Johann Jakob Baier war ein Sohn des Nürnberger Theologen und Naturwissenschaftlers Johann Wilhelm Baier und studierte an der Universität Altdorf Medizin.
1747 unternahm er eine Bildungsreise durch Schwaben, nach Straßburg und in die Schweiz. 1749 wurde er in Altdorf zum Dr. med. promoviert.
Im Jahr 1750 wurde Baier in das Collegium medicum zu Nürnberg aufgenommen.
Ab 1750 wirkte Johann Jakob Baier als praktischer Arzt und Physicus der freien Reichsstadt Nürnberg.
Am 13. Juli 1767 wurde Johann Jakob Baier mit dem akademischen Beinamen Florentius II. unter der Matrikel-Nr. 695 als Mitglied in die Leopoldina aufgenommen.
Baier war mit Petronella Euphrosina Fleischauer verheiratet. Der Mediziner Johann Jakob Baier war sein Onkel.